# Simone Colombi
Simone Colombi (Seriate, 1º luglio 1991) è un calciatore italiano, portiere della Virtus Entella.

## Carriera

### Club

#### Atalanta e vari prestiti
Originario di Zandobbio, dopo aver giocato nella locale squadra dilettantistica passa nel settore giovanile dell'Atalanta, con cui nella stagione 2008-2009 in alcune occasioni siede in panchina in Serie A; l'anno seguente passa in prestito al Pergocrema, squadra di Lega Pro Prima Divisione, con cui gioca 18 partite della stagione regolare di campionato. Nella stagione 2010-2011 passa in prestito all'Alessandria, sempre in Lega Pro Prima Divisione; qui gioca 2 partite di campionato in tutto il girone d'andata. A gennaio 2011 viene ceduto in prestito alla Juve Stabia, con cui gioca da titolare l'intero girone di ritorno conquistando una promozione in Serie B dopo i play-off. L'anno seguente viene riconfermato in prestito alla società campana, con cui gioca 24 partite in Serie B.
Nella stagione 2012-2013 passa invece al Modena, sempre con la formula del prestito. L'11 luglio 2013 passa al Padova con la formula del prestito con diritto di riscatto e controriscatto da parte dell'Atalanta, con cui esordisce l'11 agosto 2013 nella partita di Coppa Italia vinta per 2-1 contro la Virtus Entella. L'11 gennaio 2014 viene ufficializzato lo scambio di portieri tra il Padova ed il Carpi, Colombi finisce agli emiliani, in prestito dall'Atalanta, mentre Nocchi va in Veneto, in prestito dalla Juventus; fa il suo esordio con il Carpi il successivo 25 gennaio, nella prima giornata del girone di ritorno, in casa contro la Ternana. Con gli emiliani totalizza 20 presenze in campionato.

#### Cagliari, esordio in Serie A e Palermo
Terminato il prestito al Carpi ritorna all'Atalanta, la quale lo cede a titolo definitivo al Cagliari per 1,5 milioni più una percentuale sull'incasso derivante da una sua eventuale cessione futura ad un altro club. Il 31 agosto 2014 esordisce in Serie A nella partita che la squadra sarda pareggia per 1-1 sul campo del Sassuolo nella prima giornata di campionato. Il 12 luglio 2015 si trasferisce al Palermo in prestito con diritto di riscatto: esordisce con i rosanero il 23 settembre in Serie A nella partita casalinga persa 0-1 contro il Sassuolo giocando l'intera partita.

#### Ritorno al Carpi
Nel gennaio del 2016 torna in prestito al Carpi, sempre in massima serie: disputa la sua unica partita stagionale con gli emiliani all'ultima giornata, giocando da titolare nella partita vinta per 2-1 sul campo dell'Udinese. Il 2 luglio seguente viene confermato il prestito al club emiliano, questa volta con obbligo di riscatto. A fine stagione, viene riscattato e gioca nel campionato di Serie B 40 partite su 42.
Il 26 gennaio 2019, nella sconfitta per 3-1 contro il Cittadella, Colombi diventa il sesto portiere nella storia del Carpi ad arrivare a 100 presenze con i biancorossi. Nel match successivo, pareggiato in casa per 1-1 contro il Verona, si infortuna alla mano destra in occasione del gol di Matos ed è costretto a un mese di stop. Tornato in gruppo, durante un allenamento subisce un nuovo infortunio alla stessa mano che pone fine alla sua stagione, conclusa dal Carpi con una retrocessione in Serie C da ultimo in classifica.

#### Parma
L'11 luglio 2019 Colombi firma con il Parma, militante in Serie A, un contratto fino al 2022. Esordisce il 4 dicembre 2019 in occasione della partita di Coppa Italia contro il Frosinone vinta con il risultato di 2-1; dopo un inizio di stagione in cui ricopre il ruolo di riserva di Luigi Sepe, a seguito dell'infortunio subito da quest'ultimo inizia ad essere schierato come titolare, salvo tornare a ricoprire il ruolo di riserva alla ripresa del campionato dopo la pausa forzata dovuta al COVID-19. Conclude la sua prima stagione in maglia crociata con 6 presenze totali fra campionato e Coppa Italia.

#### Reggina, Rimini e Virtus Entella
Il 19 luglio 2022 viene acquistato dalla Reggina, con cui subisce 28 reti in 26 presenze nella Serie B 2022-2023.
Il 12 ottobre 2023, dopo essere rimasto svincolato a seguito del fallimento della Reggina, viene tesserato dal Rimini, club militante nel campionato di Serie C. Rimane al club romagnolo (di cui diventa anche capitano) sia nella stagione 2023-2024 che nella stagione 2024-2025, giocando in totale 70 partite ufficiali e contribuendo alla vittoria della Coppa Italia Serie C 2024-2025.
Il 7 luglio 2025 viene ceduto alla Virtus Entella neopromossa in Serie B.

### Nazionale
Ha giocato complessivamente 15 partite con l'Under-19, 3 delle quali negli europei di categoria nel 2010; ha inoltre giocato una partita amichevole con l'Under-20 e due partite amichevoli con l'Under-21. Partecipa come secondo portiere all'Europeo Under-21 in Israele nel 2013, chiuso con una finale persa per 4-2 con la Spagna.

## Statistiche

### Presenze e reti nei club
Statistiche aggiornate al 10 agosto 2025.
| Stagione           | Squadra            | Campionato         | Campionato | Campionato | Coppe nazionali | Coppe nazionali | Coppe nazionali | Coppe continentali | Coppe continentali | Coppe continentali | Altre coppe | Altre coppe | Altre coppe | Totale | Totale |
| Stagione           | Squadra            | Comp               | Pres       | Reti       | Comp            | Pres            | Reti            | Comp               | Pres               | Reti               | Comp        | Pres        | Reti        | Pres   | Reti   |
| ------------------ | ------------------ | ------------------ | ---------- | ---------- | --------------- | --------------- | --------------- | ------------------ | ------------------ | ------------------ | ----------- | ----------- | ----------- | ------ | ------ |
| 2008-2009          | Atalanta           | A                  | 0          | 0          | CI              | 0               | 0               | -                  | -                  | -                  | -           | -           | -           | 0      | 0      |
| 2009-2010          | Pergocrema         | 1D                 | 18+1       | -25 + -1   | CI+CI-LP        | 1+0             | -1              | -                  | -                  | -                  | -           | -           | -           | 20     | -27    |
| 2010-gen. 2011     | Alessandria        | 1D                 | 2          | -4         | CI+CI-LP        | 0               | 0               | -                  | -                  | -                  | -           | -           | -           | 2      | -4     |
| gen.-giu. 2011     | Juve Stabia        | 1D                 | 15+4       | -15 + -1   | CI+CI-LP        | 0               | 0               | -                  | -                  | -                  | -           | -           | -           | 19     | -16    |
| 2011-2012          | Juve Stabia        | B                  | 24         | -30        | CI              | -               | -               | -                  | -                  | -                  | -           | -           | -           | 24     | -30    |
| Totale Juve Stabia | Totale Juve Stabia | Totale Juve Stabia | 39+4       | -45 + -1   |                 | 0               | 0               |                    | -                  | -                  |             | -           | -           | 43     | -46    |
| 2012-2013          | Modena             | B                  | 36         | -44        | CI              | 1               | -5              | -                  | -                  | -                  | -           | -           | -           | 37     | -49    |
| 2013-gen. 2014     | Padova             | B                  | 12         | -18        | CI              | 2               | -2              | -                  | -                  | -                  | -           | -           | -           | 14     | -20    |
| gen.-giu. 2014     | Carpi              | B                  | 20         | -22        | CI              | -               | -               | -                  | -                  | -                  | -           | -           | -           | 20     | -22    |
| 2014-2015          | Cagliari           | A                  | 3          | -8         | CI              | 1               | -2              | -                  | -                  | -                  | -           | -           | -           | 4      | -10    |
| 2015-gen. 2016     | Palermo            | A                  | 1          | -1         | CI              | 1               | -3              | -                  | -                  | -                  | -           | -           | -           | 2      | -4     |
| gen.-giu. 2016     | Carpi              | A                  | 1          | -1         | CI              | -               | -               | -                  | -                  | -                  | -           | -           | -           | 1      | -1     |
| 2016-2017          | Carpi              | B                  | 16         | -12        | CI              | 2               | -4              | -                  | -                  | -                  | -           | -           | -           | 18     | -16    |
| 2017-2018          | Carpi              | B                  | 40         | -43        | CI              | 2               | -3              | -                  | -                  | -                  | -           | -           | -           | 42     | -46    |
| 2018-2019          | Carpi              | B                  | 19         | -33        | CI              | 1               | -2              | -                  | -                  | -                  | -           | -           | -           | 20     | -35    |
| Totale Carpi       | Totale Carpi       | Totale Carpi       | 96         | -111       |                 | 5               | -9              |                    | -                  | -                  |             | -           | -           | 101    | -120   |
| 2019-2020          | Parma              | A                  | 4          | -4         | CI              | 2               | -3              | -                  | -                  | -                  | -           | -           | -           | 6      | -7     |
| 2020-2021          | Parma              | A                  | 2          | -7         | CI              | 2               | -3              | -                  | -                  | -                  | -           | -           | -           | 4      | -10    |
| 2021-2022          | Parma              | B                  | 3          | -7         | CI              | 1               | -3              | -                  | -                  | -                  | -           | -           | -           | 4      | -10    |
| Totale Parma       | Totale Parma       | Totale Parma       | 9          | -18        |                 | 5               | -9              |                    | -                  | -                  |             | -           | -           | 14     | -27    |
| 2022-2023          | Reggina            | B                  | 26         | -28        | CI              | 0               | 0               | -                  | -                  | -                  | -           | -           | -           | 26     | -28    |
| 2023-2024          | Rimini             | C                  | 30+2       | -35        | CI-C            | 2               | -2              | -                  | -                  | -                  | -           | -           | -           | 34     | -37    |
| 2024-2025          | Rimini             | C                  | 30+2       | -25 + -5   | CI-C            | 4               | 0               | -                  | -                  | -                  | -           | -           | -           | 36     | -30    |
| Totale Rimini      | Totale Rimini      | Totale Rimini      | 60+4       | -60 + -5   |                 | 6               | -2              |                    | -                  | -                  |             | -           | -           | 70     | -67    |
| 2025-2026          | Virtus Entella     | B                  | 0          | 0          | CI              | 1               | 0               | -                  | -                  | -                  | -           | -           | -           | 1      | 0      |
| Totale carriera    | Totale carriera    | Totale carriera    | 311        | -368       |                 | 25              | -33             |                    | -                  | -                  |             | -           | -           | 336    | -401   |

## Palmarès

### Club

#### Competizioni giovanili
- Campionato Giovanissimi Nazionali: 1

Atalanta: 2004-2005
- Torneo Città di Arco: 1

Atalanta: 2006

#### Competizioni nazionali
- Coppa Italia Serie C: 2

Juve Stabia: 2010-2011
Rimini: 2024-2025